# Batalla de Tegira
La batalla de Tegira va ser un enfrontament entre les forces d'hoplites de Tebes i d'Esparta l'any 375 aC. L'exèrcit tebà sota Pelòpides va ser desafiat per una força espartana considerablement major mentre es retiraven d'un atac fallit a Orcomen, però els tebans van atacar amb èxit i van derrotar els espartans. La batalla va marcar la primera ocasió en què una força espartana havia estat derrotada per un enemic numèricament inferior.

## Preludi
Després d'una insurrecció el 379 i 378 aC es va eliminar el control espartà sobre Tebes, la ciutat es va dedicar a restablir el seu control sobre la Lliga Beòcia. Després de diversos anys de campanya, els tebans van aconseguir expulsar a les guarnicions espartanes de cada ciutat de la Beòcia, excepte d'Orcomen. El 375 aC, Pelòpides, va saber que la guarnició espartana d'Orcomen havia anat a una expedició a Lócrida, llavors, Pelòpides va partir amb el Batalló Sagrat i una petita força de cavalleria, amb intenció d'apoderar-se de la ciutat mentre estava sense vigilància. Quan els tebans van arribar a la ciutat, però, van saber que una força important havia estat enviada des d'Esparta per reforçar la guarnició d'Orcomen, i s'acostava a la ciutat. En conseqüència, Pelòpides es va retirar amb la seva força, però abans que els tebans poguessin arribar a Tegira, es van trobar amb la guarnició espartana original que tornava de Lócrida.

## Batalla
La força tebana era superada en nombre pels espartans. El Batalló Sagrat era d'uns 300 hoplites, mentre que la guarnició espartana es componia de dues companyies, el que significa que la força espartana contenia entre 1.000 i 1.800 hoplites. Plutarc assenyala que un soldat tebà, en veure la força enemiga, li va dir a Pelòpides "Anem a caure en mans dels nostres enemics", a la qual cosa va respondre Pelòpides "I per què no en el nostre". Pelòpides a continuació, va ordenar a la cavalleria tebana a carregar mentre la infanteria adoptava la falange obliqua. Quan les dues falanges es van enfrontar, la compacta formació tebana va trencar la línia espartana en un punt de contacte i després es va tornar a atacar els flancs vulnerables dels espartans a cada costat. El grup d'espartans es van dispersar i van fugir, encara que la persecució tebana es va veure limitada per la proximitat d'Orcomen.

## Significat
La victòria tebana en Tegira va tenir poca importància militar de forma immediata, més enllà de la supervivència de la força de Pelòpides, la força espartana, un cop que es reagrupà a Orcomen, era massa formidable per l'exèrcit de Pelòpides. Tot i això, la victòria va ser un esdeveniment d'importància simbòlica per a ambdues parts. Diodor de Sicília registra que la victòria en Tegira va marcar la primera vegada que els tebans havien aixecat un trofeu a la victòria sobre una força espartana, ja que mentre els tebans havien derrotat als espartans abans, aquestes victòries havien estat en general petites escaramusses. Per als espartans, en canvi, la seva derrota a Tegira va marcar la primera ocasió en què una de les seves formacions havia estat derrotada per una força igual o més petita. Per aquestes raons, Plutarc va veure en la victòria de Pelòpides en Tegira un "preludi de Leuctra".